# Jaroslava Stránská
Jaroslava Bobková Stránská (* 6. června 1969 Praha) je česká herečka.
Vystudovala hudebně dramatický obor na pražské konzervatoři. Stala se známou rolí Jitky ve filmu Diskopříběh (i v jeho pokračování Diskopříběh 2); poté hrála ve filmu v řadě menších rolí. Na televizních obrazovkách je známá rolí policistky Lucie Krásenské v seriálu Policie Modrava.
Účinkuje i v divadlech (Jiřího Srnce, Broadway, aj.).